# Marian Swayne
Pour les articles homonymes, voir Swayne.
Marian Marguerita Swayne, née le 9 juillet 1891 à Philadelphie aux États-Unis, est une actrice américaine, du théâtre à Broadway et du cinéma muet américain .

## Biographie
Marian Swayne commence sa carrière aux Solax Studios (en), en 1911, sous la direction d'Alice Guy-Blaché. Elle cesse de tourner en 1924 quelques années avant la fin de l'ère du cinéma muet. Elle se marie, en 1914, avec Joseph Levering. Vers 1930, celui-ci laisse Marian à New York, pour trouver du travail à Hollywood : ils divorcent en 1932. Elle se reconvertit en tant qu'actrice de radio.
Elle meurt à New York, le 21 août 1973 et est enterrée en Pennsylvanie, avec sa famille.

## Filmographie

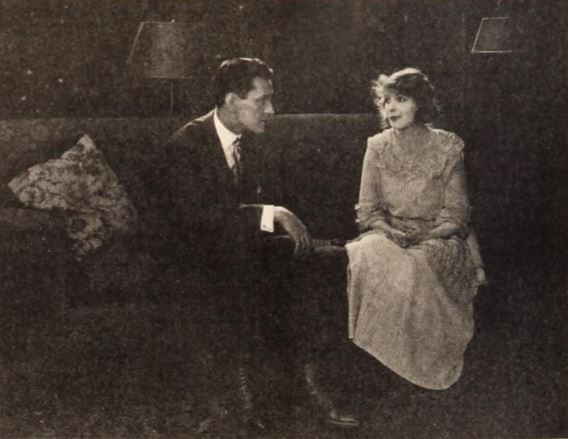
Marian Swayne (et Edward Langford) dans le film The Crimson Cross (1921).

- 1911 : When Mary Was Little (Court-métrage)
- 1911 : The Little Shoe (Court-métrage)
- 1911 : A Revolutionary Romance (Court-métrage)
- 1911 : Husbands Wanted (Court-métrage)
- 1911 : An Interrupted Elopement (Court-métrage)
- 1912 : Auto Suggestion (Court-métrage)
- 1912 : A Question of Hair (Court-métrage)
- 1912 : Billy, the Detective (Court-métrage)
- 1912 : Billy's Troublesome Grip (Court-métrage)
- 1912 : Les feuilles chéant (en) (Court-métrage)
- 1912 : The Boarding House Heiress (Court-métrage)
- 1912 : Lend Me Your Wife (Court-métrage)
- 1912 : Mrs. Cranston's Jewels (Court-métrage)
- 1912 : Mignon (Court-métrage)
- 1912 : A Man's a Man (Court-métrage)
- 1912 : A Solax Celebration (Court-métrage)
- 1913 : The Lame Man (Court-métrage)
- 1913 : The Fight for Millions
- 1913 : A Child's Intuition (Court-métrage)
- 1913 : Four Fools and a Maid (Court-métrage)
- 1913 : The Heavenly Widow (Court-métrage)
- 1913 : Brennan of the Moor (en) (Court-métrage)
- 1913 : As Ye Sow (Court-métrage)
- 1913 : Her Mother's Picture (Court-métrage)
- 1913 : Matrimony's Speed Limit d'Alice Guy
- 1913 : Gregory's Shadow (Court-métrage)
- 1913 : Blood and Water
- 1913 : The Hopes of Belinda (Court-métrage)
- 1913 : The Man Who Failed (Court-métrage)
- 1913 : The Man in the Sick Room (Court-métrage)
- 1913 : Dad's Orders (Court-métrage)
- 1913 : The Past Forgiven (Court-métrage)
- 1913 : A House Divided (Court-métrage)
- 1913 : A Severe Test (Court-métrage)
- 1913 : Where Love Dwells (Court-métrage)
- 1913 : His Son-in-Law (Court-métrage)
- 1913 : The Climax (Court-métrage)
- 1913 : The Scheming Woman (Court-métrage)
- 1914 : The Red Cross Nurse (Court-métrage)
- 1914 : The Adventures of Kitty Cobb
- 1914 : What Would You Do? (Court-métrage)
- 1914 : The Line-Up at Police Headquarters
- 1915 : The Turning Point (Court-métrage)
- 1915 : The Vivisectionist (Court-métrage)
- 1915 : The Spender (Court-métrage)
- 1915 : The Shop Nun (Court-métrage)
- 1915 : Back to the Farm (Court-métrage)
- 1915 : The Room Between (Court-métrage)
- 1916 : Paying the Price (Court-métrage)
- 1916 : The Tortured Heart
- 1916 : The Carriage of Death (Court-métrage)
- 1916 : The Net
- 1916 : Behind Closed Doors
- 1917 : The Little Samaritan
- 1917 : La Petite Américaine (The Little American) de Cecil B. DeMille et Joseph Levering
- 1917 : The Road Between
- 1917 : Little Miss Fortune
- 1917 : The Deemster
- 1917 : The Adventurer
- 1918 : The Transgressor
- 1921 : The Crimson Cross
- 1922 : The Man from Glengarry
- 1923 : Counterfeit Love
- 1923 : The Tie That Binds
- 1924 : Heart of Alaska

## Galerie

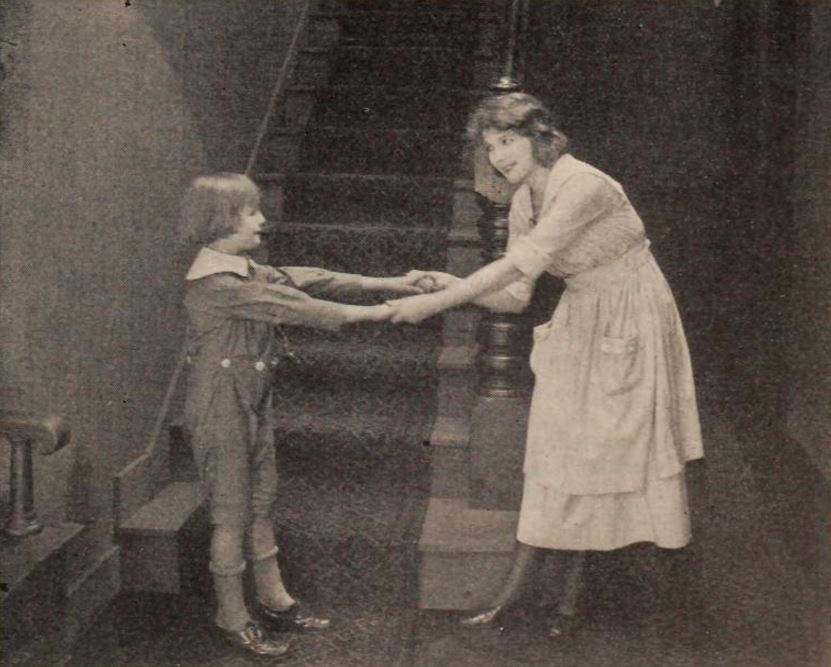
Marian Swayne et un acteur enfant non identifié (peut être Billy Guinn) dans le film The Crimson Cross (1921).
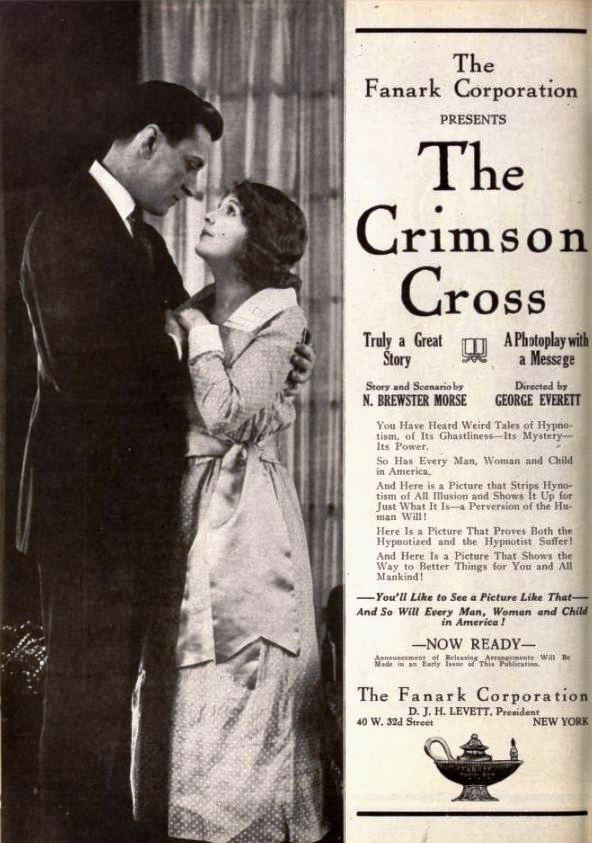
Publicité pour le film The Crimson Cross (Marian Swayne et Edward Langford)